# Джадж, Кристофер
Дуглас Кристофер Джадж (англ. Douglas Christopher Judge, родился 13 октября 1964) — американский актёр, наиболее известный по роли Тил'ка в телесериале «Звёздные врата: SG-1» и роли Кратоса в видеоигре God of War и God of War: Ragnarök.

## Ранние годы
Кристофер Джадж родился и вырос в Лос-Анджелесе, Калифорния. У него есть младший брат, Джефф Джадж, также ставший актёром. Джадж с детства хотел стать актёром, изучал драму в средней школе.
Джадж получил стипендию от Орегонского университета и играл в обороне команды «Орегонские утки» с 1982 по 1985 год. Он полагал, что спорт станет ступенькой на пути к актёрской карьере.
Джадж стал победителем конкурса на место радиоведущего в Орегоне и стал вести программу West Coast FOX KLSR Morning Show. Он использовал этот опыт, чтобы нанять агента и начать карьеру в Лос-Анджелесе.

## Карьера
Первыми работами Джаджа в 1990-х годах были роли в фильмах «Птичка на проводе», Домашняя вечеринка 2 и «Муштра», а также эпизодах телесериалов «Неоновый всадник», «Секретный агент Макгайвер» (с будущим актёром «Звёздных врат: SG-1» Ричардом Дином Андерсоном), «Джамп стрит, 21» (с будущим режиссёром «Звёздных врат: SG-1» Питером Делуизом), «Принц из Беверли-Хиллз» и других. В 1994—1995 годах Джадж играл в телесериале «Сирены».
Самой известной ролью Джаджа стала роль Тил'ка в телесериале «Звёздные врата: SG-1», которую он исполнял в 1997—2007 годах. Из всех актёров «Звёздных врат: SG-1» только Джадж появлялся почти во всех сериях. Также Джадж написал сценарии для четырёх эпизодов «Звёздных врат: SG-1».
После закрытия «Звёздных врат SG-1» Джадж писал сценарии для сериала «Ярость ангела» и появлялся в сериалах «Звёздные врата: Атлантида» и «Андромеда». также он снялся в фильмах «Снежные псы» и «Собачий завтрак», сценаристом и режиссёром последнего является актёр «Звёздных врат» Дэвид Хьюлетт.
Джадж часто работал как актёр озвучки. Он озвучил Магнето в мультсериале «Люди Икс: Эволюция», Зодака в мультсериале «Хи-Мэн и Повелители вселенной» и Саймона Грея в мультсериале «Экшн мэн». Также он озвучивал видеоигру Turok, а также принимал участие в озвучке и захвате движений для игры God of War, исполнив роль главного протагониста игры по имени Кратос.

## Личная жизнь
Джадж был женат на Маргарет Джадж, в браке родилось трое детей: Кристофер, Камерон и Катрина. Сейчас он женат на Джианне Паттон, от которой имеет дочь Хлою.

## Фильмография
| Год       |     | Русское название                                    | Оригинальное название                           | Роль                          |
| --------- | --- | --------------------------------------------------- | ----------------------------------------------- | ----------------------------- |
| 1990      | с   | Секретный агент Макгайвер                           | MacGyver                                        | Дерон                         |
| 1990      | с   | Джамп стрит, 21                                     | 21 Jump Street                                  | человек в очереди             |
| 1990      | с   | Букер                                               | Booker                                          | Джонс / Мовер                 |
| 1990      | ф   | Птичка на проводе                                   | Bird on a Wire                                  | коп возле кафе                |
| 1990      | ф   | Муштра                                              | Cadence                                         | первый военный полицейский    |
| 1990      | с   | Неоновый всадник                                    | Neon Rider                                      | н/д                           |
| 1991      | ф   | Домашняя вечеринка 2                                | House Party 2                                   | Майлз                         |
| 1994—1995 | с   | Сирены                                              | Sirens                                          | офицер Ричард Стайлз          |
| 1995      | с   | Принц из Беверли-Хиллз                              | The Fresh Prince of Bel-Air                     | рабочий                       |
| 1997—2007 | с   | Звёздные врата: SG-1                                | Stargate SG-1                                   | Тил’к                         |
| 1999      | док | —                                                   | On the Inside: State Department Protectors      | специальный агент             |
| 2000      | мс  | Приключения из книги добродетелей                   | Adventures from the Book of Virtues             | Плато                         |
| 2000—2001 | мс  | Экшн мэн                                            | Action Man                                      | Саймон Грей                   |
| 2000—2003 | мс  | Люди Икс: Эволюция                                  | X-men: Evolution                                | Эрик Магнус Леншерр / Магнето |
| 2001      | с   | Первая волна                                        | First Wave                                      | Ксевалла                      |
| 2001      | с   | Операция «Свобода»                                  | Freedom                                         | доктор Роег                   |
| 2001      | ф   | За чертой                                           | Out of Line                                     | Альфонсо Джеймс               |
| 2002      | ф   | Снежные псы                                         | Snow Dogs                                       | доктор Брукс                  |
| 2002      | тф  | Романтическая комедия 101                           | Romantic Comedy 101                             | Найджел                       |
| 2002      | с   | Правое дело                                         | Just Cause                                      | преподобный Лестер Стоукс     |
| 2002—2003 | с   | Андромеда                                           | Andromeda                                       | Гектор / аватар Ахиллеса      |
| 2003      | ки  | —                                                   | Def Jam Vendetta                                | Ди-Моб                        |
| 2003—2004 | мс  | Хи-Мэн и Повелители вселенной                       | He-Man and the Masters of the Universe          | Зодак / Зилар                 |
| 2004      | ки  | —                                                   | Def Jam: Fight for NY                           | Ди-Моб                        |
| 2005      | тф  | Личное                                              | Personal Effects                                | Нейт Уолл                     |
| 2007      | ф   | Собачий завтрак                                     | A Dog’s Breakfast                               | Крис                          |
| 2007—2008 | с   | Звёздные врата: Атлантида                           | Stargate: Atlantis                              | Тил’к                         |
| 2008      | ки  | —                                                   | Turok                                           | Джерико                       |
| 2008      | в   | Звёздные врата: Ковчег правды                       | Stargate: The Ark of Truth                      | Тил’к                         |
| 2008      | в   | Звёздные врата: Континуум                           | Stargate: Continuum                             | Тил’к                         |
| 2008      | мф  | Макс Стил: Биокризис                                | Max Steel: Bio Crisis                           | Джефферсон                    |
| 2009      | в   | Звёздные врата: SG-1: Дети Богов — Финальная версия | Stargate SG-1: Children of the Gods — Final Cut | Тил’к                         |
| 2010      | с   | Морская полиция: Лос-Анджелес                       | NCIS: Los-Angeles                               | Ассан Рефик                   |
| 2010      | ф   | Парадокс                                            | Paradox                                         | капитан Папильо               |
| 2011      | мф  | Dead Space: Последствия                             | Dead Space: Aftermath                           | Николас Каттнер               |
| 2011      | ф   | Реабилитация                                        | Rehab                                           | Чарльз                        |
| 2012      | с   | Менталист                                           | The Mentalist                                   | Данте Холмс                   |
| 2012      | ф   | Тёмный рыцарь: Возрождение легенды                  | The Dark Knight Rises                           | подручный Бейна               |
| 2012      | в   | Век хоббитов                                        | Clash of the Empires                            | Амтар                         |
| 2013      | ки  | —                                                   | Stargate SG-1: Unleashed                        | Тил’к                         |
| 2013      | кор | —                                                   | Smokin’                                         | Джим                          |
| 2014      | ф   | Мега-акула против Меха-акулы                        | Mega Shark versus Mecha Shark                   | Джек Тернер                   |
| 2014      | ф   | —                                                   | Flashes                                         | профессор Эрнстром            |
| 2014      | ф   | Тигриный хвост                                      | A Tiger’s Tail                                  | Джо Кемп                      |
| 2014      | ф   | —                                                   | Knock ’em Dead                                  | Фредди                        |
| 2014      | ф   | Жнец                                                | Reaper                                          | офицер Бэнкс                  |
| 2014      | ки  | —                                                   | World of Warcraft: Warlords of Draenor          | н/д                           |
| 2014      | кор | —                                                   | Wraith                                          | призрак                       |
| 2015      | ф   | Апокалипсис в Лос-Анджелесе                         | LA Apocalypse                                   | лейтенант Гришем              |
| 2015      | тф  | Акулий торнадо 3                                    | Sharknado 3: Oh Hell No!                        | главный агент Модел           |
| 2015      | ф   | Подземная железная дорога                           | Before the Border                               | Медведь                       |
| 2015      | ки  | —                                                   | StarCraft II: Legacy of the Void                | дополнительные голоса         |
| 2017      | ф   | Достойные                                           | Nobility                                        | адмирал Нев                   |
| 2017—2018 | мс  | Безумные гонки                                      | Wacky Races                                     | Брик Крашмен                  |
| 2018      | ки  | Бог Войны                                           | God of War                                      | Кратос                        |
| 2018      | ф   | Минуты до полуночи                                  | Minutes to Midnight                             | рейнджер Тасо                 |
| 2018      | ки  | —                                                   | World of Warcraft: Battle for Azeroth           | разные персонажи              |
| 2018      | ф   | Плохая компания                                     | Bad Company                                     | коммандер Рэндалл             |
| 2019—2020 | мс  | Крайний космос                                      | Final Space                                     | Орескис                       |
| 2020      | ки  | Мстители Marvel                                     | Avengers                                        | Т’Чалла / Чёрная Пантера      |
| 2022      | ки  | Бог Войны: Рагнарёк                                 | God of War: Ragnarök                            | Кратос                        |

## Награды и номинации
В 2002 году Джадж был номинирован на премию «Сатурн» за лучшую роль второго плана за свою роль Тил’ка в сериале «Звёздные врата SG-1».